# Hans Fallada
Œuvres principales
- Levée de fourches (1931)
- Et puis après...? (1932)
- Loup parmi les loups (1937)
- Seul dans Berlin (1947)

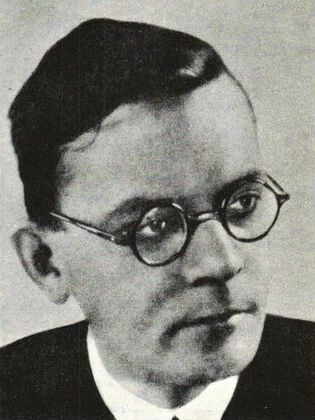
Hans Fallada

Hans Fallada [ˈhans ˈfalɑdɑ] est le nom de plume de l'écrivain allemand Rudolf Wilhelm Adolf Ditzen, né le 21 juillet 1893 à Greifswald (Poméranie), mort le 5 février 1947 à Berlin. 
Le pseudonyme Hans Fallada fait référence à deux personnages des contes des frères Grimm : le héros de Hans im Glück et le cheval nommé Falada de Die Gänsemagd. 
Ses romans décrivent la vie de petites gens.

## Biographie
Rudolf Ditzen naît dans une famille aisée ; son père Wilhelm (mort en 1937) est magistrat. Il souhaite voir son fils embrasser une carrière de juriste ; leurs relations sont conflictuelles durant toute la jeunesse de Rudolf. La famille Ditzen quitte Greifswald pour Berlin en 1899, puis pour Leipzig en 1909.
En 1911, Rudolf Ditzen est élève du Fürstliches Gymnasium ("Lycée princier") à Rudolstadt en Thuringe. Cette année-là est marquée par un drame : une tentative de suicide (précisément un pacte suicidaire sous couvert d'un duel) avec son ami Hans Dietrich von Necker, qui est tué, tandis que Rudolf survit à de graves blessures ; il est inculpé de meurtre, avant d'être admis dans une clinique psychiatrique à Iéna pour une courte durée, puis à Tannenfeld en 1912.
Il abandonne ses études secondaires sans diplôme et fait un apprentissage agricole. De 1913 à 1928, il occupe des emplois divers dans ce secteur, sans être requis plus de quelques jours pendant la Première Guerre mondiale. Mais il a de nombreux problèmes : de 1917 à 1919, il suit plusieurs cures de désintoxication (alcool et morphine) ; par la suite, il est à plusieurs reprises mis en prison : 3 mois en 1924 et 2 ans et demi en 1926. 
En 1929, il épouse Anna Margarete Issel, dont il aura trois enfants (Ulrich, né en 1930 ; Lore, en 1933 ; Achim, en 1940). À partir de cette époque, il travaille dans les secteurs de l'édition (chez l'éditeur Ernst Rowohlt à Berlin) et du journalisme, jusqu'à ce qu'il puisse vivre de ses droits d'auteur. 
Ses premiers romans, Der junge Goedeschal, écrit en 1920, et Anton und Gerda, sont publiés en 1923. Il connaît son premier succès en 1931 avec Bauern, Bonzen und Bomben (Paysans, Gros Bonnets et Bombes), qui évoque les révoltes paysannes de Neumünster lors de la crise de 1928-1929. 

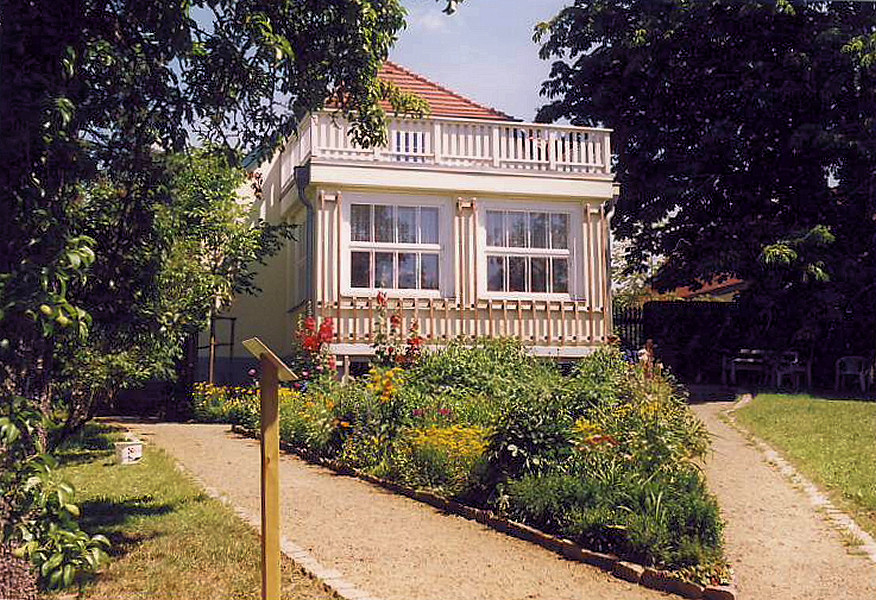
La maison de Fallada à Carwitz, aujourd'hui musée Fallada.

Le roman suivant, Kleiner Mann, was nun ? (Et puis après ?, aussi traduit en français sous le titre Quoi de neuf, petit homme ?) en 1932, dont la renommée dépasse cette fois les frontières allemandes, est une critique de la société allemande de l’entre-deux-guerres. Fallada y dépeint les déboires d’un jeune comptable, Johannes Pinneberg, représentant de la petite bourgeoisie travailleuse et honnête, qui, frappé de plein fouet par la grave crise économique qui touche l’Allemagne dans les années 1930, se voit aspiré dans l’engrenage du chômage et de la misère. En réponse au Et puis après ? du titre, le repli dans le cocon familial semble la seule issue.
En 1933, lorsque Hitler accède au pouvoir, Fallada subit une courte arrestation par la S.A. (11 jours), après avoir été dénoncé pour des propos tenus à Ernst von Salomon. Il se retire ensuite dans la ferme qu'il a acquise à Carwitz (un hameau de pêcheurs de la commune de Feldberg) dans le Mecklembourg. Commence alors une période prolifique, avec la rédaction de Wer einmal aus dem Blechnapf frißt (Le Roman du prisonnier) et de Wir hatten mal ein Kind (Nous avions un enfant) en 1934, de Das Märchen vom Stadtschreiber, der aufs Land flog en 1935, de Wolf unter Wölfen (Loup parmi les loups) en 1937, de Der eiserne Gustav (Gustave-de-Fer) en 1938, de Der ungeliebte Mann (Mariage sans amour) en 1940, de Ein Mann will hinauf en 1943. Se consacrant à une littérature plus distrayante que critique, il bénéficie d'une tolérance du régime nazi, avec des conditions matérielles assez précaires.
En juillet 1944, il divorce d'Anna Issel, mais un nouvel épisode violent en août contre son ex-épouse entraîne son incarcération. C'est alors qu'il entreprend la rédaction du roman Der Trinker, publié seulement en 1950, qui évoque le parcours de l’auteur lui-même, alcoolique et morphinomane depuis sa jeunesse. 
Il fait ensuite la connaissance d'Ursula Losch, qu'il épouse début 1945. Un membre important du SED, le poète expressionniste Johannes R. Becher, l’incite à venir à Berlin-Est ; Fallada travaille au journal Tägliche Rundschau (de), tout en continuant son travail de romancier.
En 1946, il écrit Der Alpdruck (Le Cauchemar) et Jeder stirbt für sich allein (Seul dans Berlin), « l'un des plus beaux livres sur la résistance allemande antinazie », selon Primo Levi.
Hospitalisé en raison de ses problèmes d'addiction à Berlin-Niederschönhausen, Hans Fallada meurt d'un arrêt cardiaque le 5 février 1947.
En 2011, une nombreuse correspondance inédite est découverte en Israël.
En 2014, le metteur en scène Luk Perceval adapte Seul dans Berlin sur la scène du Théâtre Nanterre-Amandiers et, deux ans plus tard, sort le film Alone in Berlin, réalisé par Vincent Pérez.

## Œuvres
- Der junge Goedeschal, Berlin, Rowohlt, 1920
- Anton und Gerda, Berlin, Rowohlt, 1923
- Bauern, Bonzen und Bomben, Berlin, Rowohlt1931 Levée de fourches, traduit par Édith Vincent, Paris, Fernand Sorlot, coll. « Les Maîtres étrangers », 1942
- Kleiner Mann, was nun?, 1932 Et puis après ?, traduit par Philippe Boegner et Gertrude Tiktin, Paris, Gallimard, 1932 Quoi de neuf, petit homme ?, nouvelle traduction par Laurence Courtois, Paris, Denoël, coll. « Et d'ailleurs », 2007  (ISBN 978-2-207-25912-2) ; réédition, Paris, Gallimard, coll. « Folio » no 4855, 2009  (ISBN 978-2-07-036592-0)
- Wir hatten mal ein Kind, Berlin, Rowohlt, 1934 Nous avions un enfant…, traduit par Paul Genty, Paris, Albin Michel, 1941
- Wer einmal aus dem Blechnapf frißt (Qui a connu l'ordinaire du taulard), Berlin, Rowohlt, 1934 Le Roman du prisonnier, traduit par Philippe Boegner et Gertrude Tiktin, Paris, Gallimard, 1939
- Märchen vom Stadtschreiber, der aufs Land flog, Berlin, Rowohlt, 1935.
- Altes Herz geht auf die Reise, 1936 Vieux cœur en voyage, traduit par Édith Vincent, avec une préface d'Alphonse de Châteaubriant, Paris, Fernand Sorlot, coll. « Maîtres étrangers », 1941
- Hoppelpoppel - wo bist du?, histoires pour enfants, 1936.
- Wolf unter den Wölfen (2 volumes), Berlin, Rowohlt, 1937 Loup parmi les loups, traduit par Paul Genty, 2 vol., Paris, Albin Michel, 1939 et 1941
- Geschichten aus der Murkelei, contes, Berlin, Rowohlt, 1938.
- Der eiserne Gustav, Berlin, Rowohlt, 1938 Gustave-de-Fer, traduit par Pierre Vence (alias Louise Servicen), 2 volumes, Paris, Albin Michel, 1943
- Süßmilch spricht. Ein Abenteuer von Murr und Maxe, récit, Aalen, W. A. Stierlin, 1939.
- Kleiner Mann, großer Mann — alles vertauscht, 1939 Petit homme, grand homme, traduit par Édith Vincent, Paris, Albin Michel, 1960
- Der ungeliebte Mann, Stuttgart/Berlin, Rowohlt, 1940 Mariage sans amour, traduit par Geneviève Sellier-Leclercq, Paris, Albin Michel, 1951
- Das Abenteuer des Werner Quabs, récit, Leipzig, Bohn, 1941.
- Damals bei uns daheim, souvenirs, Hambourg, Blüchert Verlag, 1941.
- Die Frauen und der Träumer, prépublication dans la Berliner illustrierte Zeitung, 1942 ; première édition en volume sous le titre Ein Mann will hinauf : die Frauen und der Träumer, München/Konstanz, Südverlag, 1953; réédité à partir de 1970 sous le titre Ein Mann will nach oben, Reinbek bei Hamburg, Rowohlt.
- Heute bei uns zu Haus : ein anderes Buch, Erfahrenes und Erfundenes, souvenirs, Stuttgart, Rowohlt, 1943.

### Publications posthumes
- Jeder stirbt für sich allein, Berlin, Aufbau-Verlag, 1947 Seul dans Berlin, traduit par Alain Virelle et André Vandevoorde, Paris, Librairie Plon, 1967 ; nouvelle traduction intégrale sous le même titre par Laurence Courtois, Paris, Denoël, coll. « Et d'ailleurs », 2013  (ISBN 978-2-207-11238-0) ; réédition, Paris, Gallimard, coll. « Folio » no 5941, 2015  (ISBN 978-2-07-046333-6)
- Der Trinker, Berlin, Aufbau Verlag, 1947 Le Buveur, traduit par Lucienne Foucrault et Jean Rounault, Paris, Albin Michel, 1952 ; nouvelle traduction par Laurence Courtois, Paris, Denoël, 2010 ; réédition, Paris, Gallimard, coll. « Folio » no 5428, 2012  (ISBN 978-2-07-044757-2)
- Der Alpdruck, Berlin, Aufbau-Verlag, 1947 Le Cauchemar, traduit par Édith Vincent, Paris, Le Portulan, 1947 ; nouvelle traduction par Laurence Courtois, Denoël, 2020
- Zwei Lämmchen weiß wie Schnee, Berlin, 1948 Deux tendres agneaux, traduit par Edith Vincent, Paris, Sorlot, coll. « Les maîtres étrangers », 1943 ; réédition, Paris, Éditions Sillage, 2019  (ISBN 979-10-91896-96-2)
- Fridolin der freche Dachs : Eine zwei- und vierbeinige Geschichte
- Die Stunde, eh´ du schlafen gehst, München, Godlmann, 1954
- Junger Herr - ganz groß, Francfort/Berlin, Verlag Ullstein, 1952 Don Quichotte en Poméranie, traduit par Denise Van Moppès, Paris, Albin Michel, coll. « Les Grandes traductions », 1967
- Gute Krüseliner Wiese rechts und 55 andere Geschichten, 1991 Du bonheur d’être morphinomane, traduit par Laurence Courtois, Paris, Denoël, coll. « Et d'ailleurs », 2015  (ISBN 978-2-207-11241-0) ; réédition, Paris, Gallimard, coll. « Folio » no 6172, 2016  (ISBN 978-2-07-079348-8)
- Heute bei uns Zuhaus, nouvelle édition de 1992
- Der Jungherr von Strammin, Berlin, Aufbau-Taschenbuch-Verlag, 1996
- Hans Fallada und Anna Ditzen, Wenn du fort bist, ist alles nur halb, Briefe einer Ehe, Berlin, Aufbau Verlag, 2007
- In meinem fremden Land, Gefängnistagebuch 1944, Berlin, Aubau Verlag, 2009

### Recueils
- Gesammelte Erzählungen, Brunswick, 1967
- Œuvres choisies en 10 tomes, à partir de 1962
- Frühe Prosa en deux tomes, Berlin, 1993 (Premières œuvres en prose)

## Sources
- (de) Cet article est partiellement ou en totalité issu de l’article de Wikipédia en allemand intitulé « Hans Fallada » (voir la liste des auteurs) dans sa version du 18 octobre 2010
- (en) Chronologie de sa vie sur hansfallada.com